# Ponte Edmund Pettus
A Ponte Edmund Pettus na U.S. Route 80 Business (US 80 Bus.) que cruza o rio Alabama em Selma, Alabama, Estados Unidos. Construída em 1940, recebeu o nome de Edmund Pettus, um ex-general de brigada confederado, senador dos EUA e líder estadual ("Grande Dragão") da Ku Klux Klan do Alabama. É uma ponte em arco passante de aço com um vão central de 250 pés (76 m). Nove grandes arcos de concreto sustentam a ponte e a estrada no lado leste.
A Ponte Edmund Pettus foi o local do conflito do Domingo Sangrento em 7 de março de 1965, quando a polícia atacou manifestantes do Movimento pelos Direitos Civis com cavalos, cassetetes e gás lacrimogêneo enquanto eles tentavam marchar para a capital do estado, Montgomery. Os manifestantes cruzaram a ponte novamente em 21 de março e caminharam até o edifício do Capitólio.
A ponte foi declarada um Marco Histórico Nacional em 27 de fevereiro de 2013.

## Projeto
A ponte possui quatro faixas da U.S. Route 80 Business (anteriormente a principal rota da U.S. Route 80[carece de fontes?]) sobre o rio Alabama, de Selma no lado oeste, para pontos a leste. A ponte tem um total de 11 vãos. Ela tem 10 vãos menores de concreto, enquanto o vão principal no centro, sobre o rio, é feito de aço. Como Selma é construída em um penhasco sobre o rio, o lado oeste da ponte é mais alto do que o lado leste. O centro da ponte está a 30 m sobre o rio. Em 2011, a ponte foi listada como funcionalmente obsoleta, o que significa que ela não atende aos padrões de projeto atuais para sua carga de tráfego atual.

## Nome

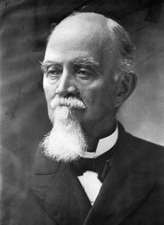
Edmund Pettus

A ponte recebeu o nome de Edmund Pettus, um advogado, juiz, general de brigada confederado, líder estadual ("Grande Dragão") da Ku Klux Klan do Alabama e senador dos EUA.
Por causa do papel de Pettus no apoio à escravidão e ao racismo nos Estados Unidos, houve esforços para renomear a ponte, incluindo um coincidindo com o 50º aniversário das marchas de Selma a Montgomery em 2015. Mudar o nome exigiria a aprovação da Legislatura do Alabama. Um homônimo alternativo proposto é John Lewis, um líder dos direitos civis que desempenhou um papel proeminente nas marchas de Selma a Montgomery e mais tarde um congressista. O apoio em homenagem ao nome de Lewis aumentou dramaticamente após sua morte em 2020, dois meses após o assassinato de George Floyd, que levou a protestos e inúmeras mudanças em nomes racialmente controversos em todo o país. Lewis havia expressado oposição à mudança do nome da ponte antes de sua morte. Desde então, a congressista Terri Sewell, que é a representante dos EUA na área que abrange Selma e foi coautora do comunicado de imprensa em 2015 com John Lewis se opondo à renomeação da ponte, apoiou a renomeação da ponte, dizendo: "Devemos confrontar e rejeitar a história racista do Alabama e nos unir para implementar as mudanças ousadas necessárias para garantir que nossa nação finalmente cumpra sua promessa de igualdade e justiça para todos."

## História

### Construção
Uma ponte anterior foi construída em 1885 pela Milwaukee Bridge & Iron Works um quarteirão a leste da ponte atual para transportar o tráfego sobre o rio no sopé da Washington Street. Era uma ponte de treliça "camelo de ferro" com três vãos, apoiada em pilares de pedra. O vão mais ao norte se abria para permitir a passagem de barcos. Ela tinha que ser operada por um carregador de ponte, cuja casa permanece no local da ponte até os dias atuais.
A ponte Edmund Pettus foi projetada pelo natural de Selma, Henson Stephenson, e aberta ao tráfego em 1940.

### Ponto crítico dos direitos civis

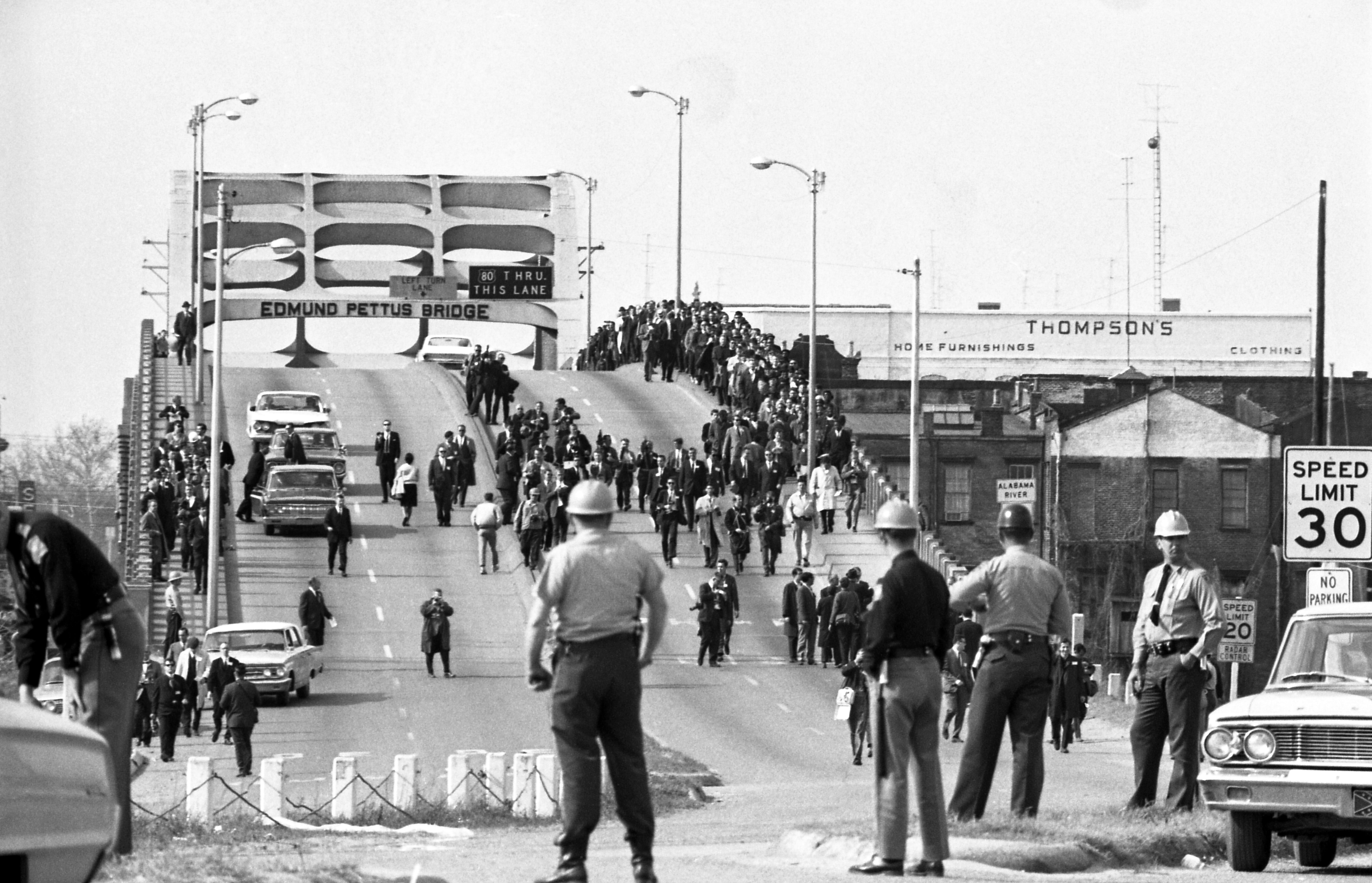
Vista para o norte em direção a Selma, a polícia do Alabama se prepara para enfrentar manifestantes pacíficos na Ponte Edmund Pettus durante o Domingo Sangrento em 1965.

Em 1965, os direitos de voto para afro-americanos eram uma questão controversa. Em Selma, as listas de eleitores eram 99% brancas e 1% afro-americanas, enquanto o Censo de 1960 descobriu que a população do Alabama era 30% não branca. Em fevereiro de 1965, policiais estaduais e moradores de Marion, Alabama, começaram um confronto armado com cerca de 400 manifestantes afro-americanos desarmados. Jimmie Lee Jackson foi baleado no estômago e morreu oito dias depois. À medida que a notícia do tiroteio e da condição de Jackson se espalhava, o caso alarmou os ativistas dos direitos civis, incluindo Martin Luther King Jr. e o Diretor de Ação Direta da SCLC, James Bevel. O diretor Bevel planejou uma marcha pacífica de Selma até o edifício do capitólio do Alabama em Montgomery, que primeiro exigia cruzar a ponte Pettus que saía de Selma e entrava na rodovia estadual.
Em 7 de março de 1965, a polícia armada atacou os manifestantes pacíficos desarmados pelos direitos civis que tentavam marchar para a capital do estado, Montgomery, em um incidente que ficou conhecido como Domingo Sangrento. Por causa do design da ponte, os manifestantes não conseguiram ver os policiais no lado leste da ponte até que eles alcançassem o topo da ponte. Os manifestantes viram a polícia pela primeira vez no centro da ponte, 30 m acima do rio Alabama. Ao vê-los, o manifestante Hosea Williams perguntou ao seu colega manifestante John Lewis se ele sabia nadar. Apesar do perigo à frente, os manifestantes continuaram marchando bravamente. Eles foram então atacados e brutalmente espancados pela polícia e pelos policiais estaduais do outro lado.
Imagens televisionadas do ataque apresentaram aos americanos e ao público internacional imagens horripilantes de manifestantes ensanguentados e gravemente feridos, e despertaram apoio ao Movimento pelos Direitos ao Voto de Selma. Amelia Boynton, que ajudou a organizar a marcha e também participou dela, foi espancada até ficar inconsciente. Uma fotografia dela deitada na Ponte Edmund Pettus apareceu na primeira página de jornais e revistas de notícias ao redor do mundo. Ao todo, 17 manifestantes foram hospitalizados e 50 foram tratados por ferimentos menores; o dia logo ficou conhecido como "Domingo Sangrento" dentro da comunidade afro-americana.

### História desde 1965

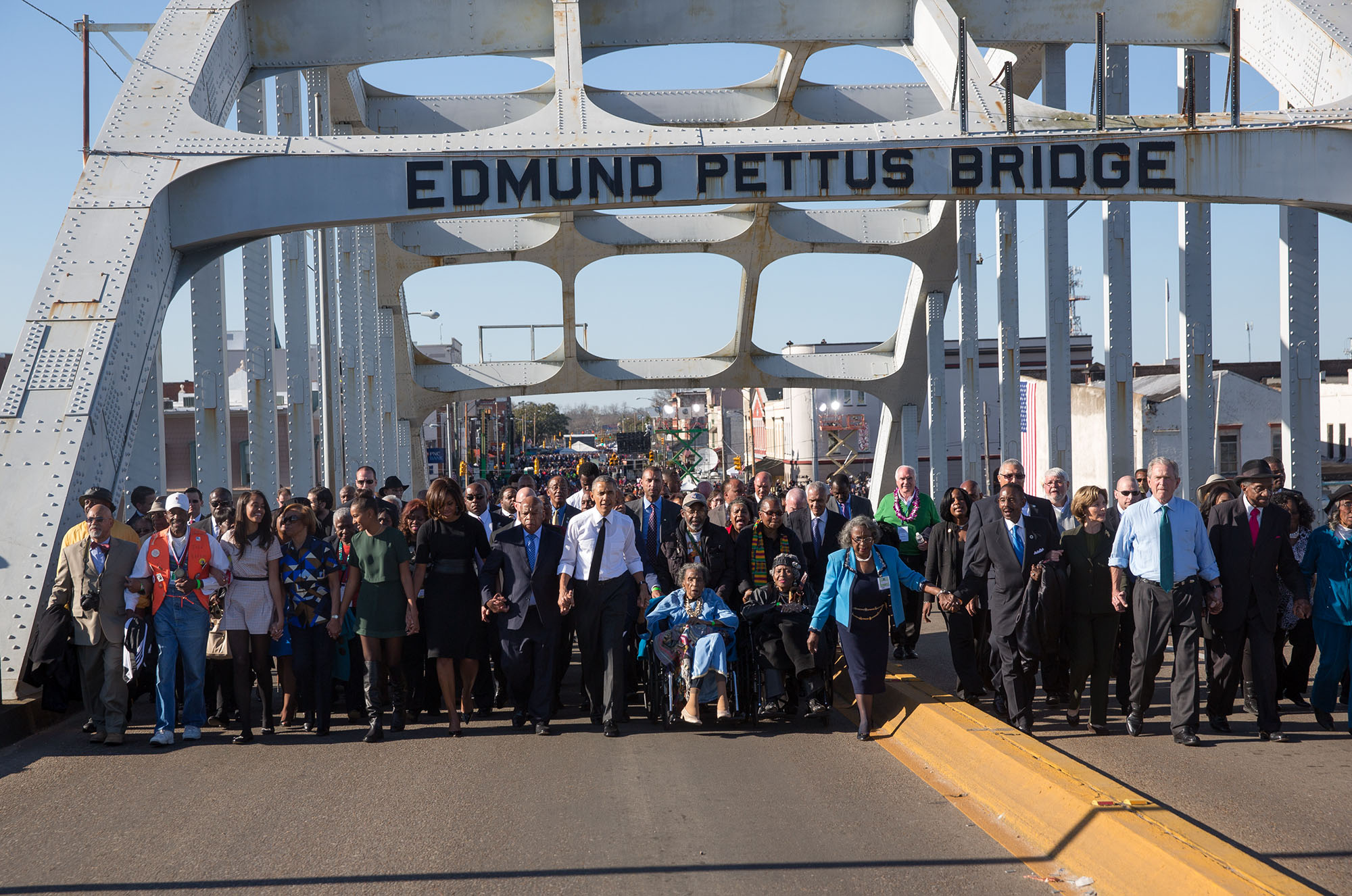
O presidente Obama, o congressista John Lewis, o ex-presidente George W. Bush e veteranos do Movimento pelos Direitos Civis e outros participantes da comemoração marchando pela Ponte Edmund Pettus em março de 2015

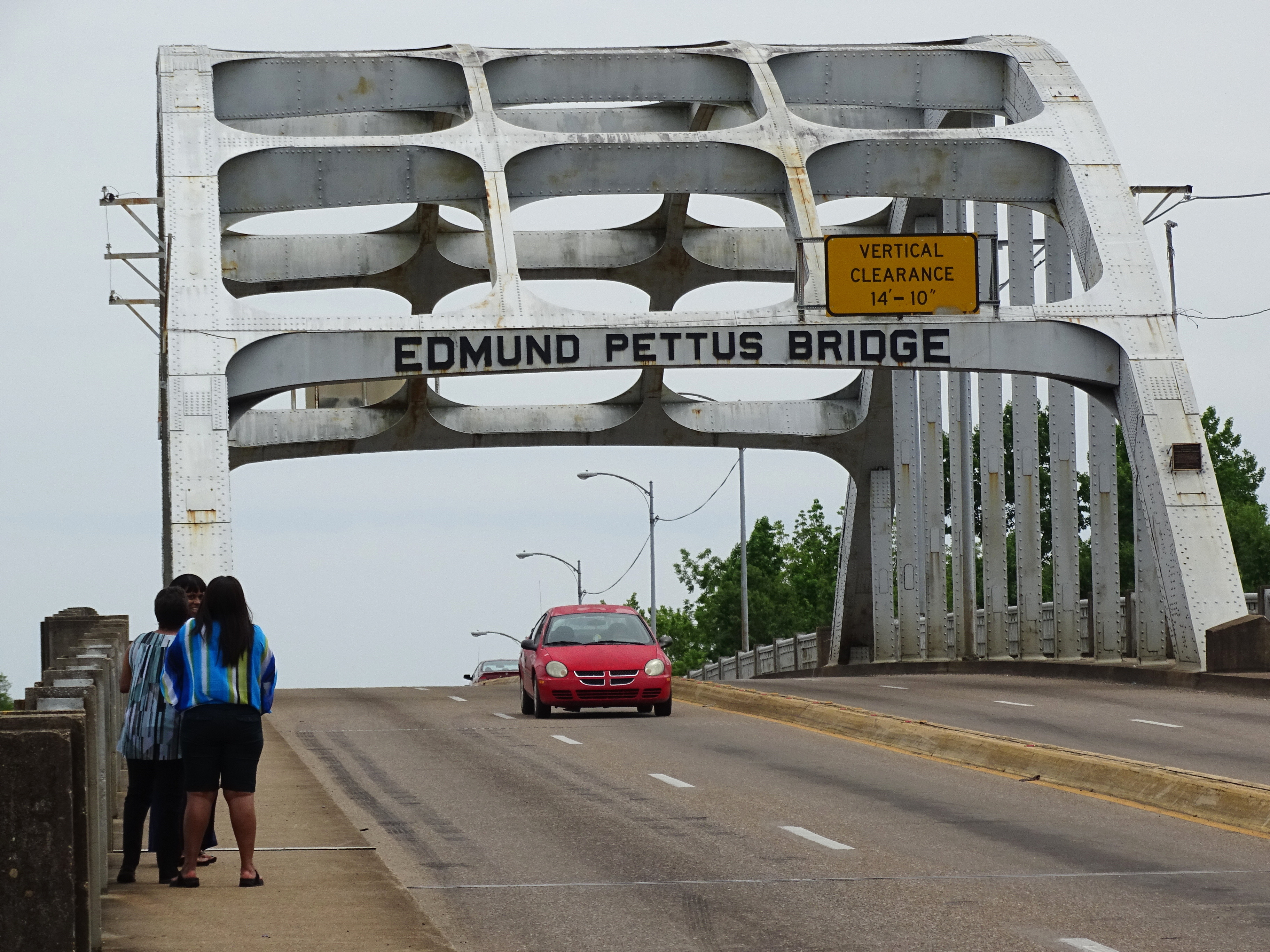
A ponte em maio de 2017

Desde 1965, muitas marchas comemoraram os eventos do Domingo Sangrento. Em seu 30º aniversário, o deputado John Lewis, ex-presidente do Comitê de Coordenação Estudantil Não Violenta e um ativista proeminente durante as marchas de Selma a Montgomery, disse: "É gratificante voltar e ver as mudanças que ocorreram; ver o número de eleitores registrados e o número de autoridades negras eleitas no estado do Alabama para poder caminhar com outros membros do Congresso que são afro-americanos." No 40º aniversário do Domingo Sangrento, mais de 10.000 pessoas, incluindo Lewis, marcharam novamente pela Ponte Edmund Pettus.
O revezamento da tocha dos Jogos Olímpicos de Verão de 1996 atravessou a ponte a caminho dos Jogos Olímpicos de Verão em Atlanta. Andrew Young, um organizador do Domingo Sangrento que se tornou um congressista dos EUA, embaixador nas Nações Unidas, e prefeito de Atlanta, carregou a chama olímpica pela ponte, acompanhado por muitas autoridades públicas em uma demonstração simbólica do progresso das relações raciais no sul dos Estados Unidos. Quando Young falou na Igreja Episcopal Metodista Africana Brown como parte da cerimônia da tocha, ele disse: "Não poderíamos ter ido a Atlanta com os Jogos Olímpicos se não tivéssemos passado por Selma há muito tempo."
Em março de 2015, no 50º aniversário do Domingo Sangrento, o então presidente Barack Obama, o primeiro presidente afro-americano dos Estados Unidos, fez um discurso no pé da ponte e então, junto com outras figuras políticas dos EUA, como o ex-presidente George W. Bush e o representante John Lewis, e ativistas do Movimento pelos Direitos Civis, como Amelia Boynton Robinson (ao lado de Obama em uma cadeira de rodas), liderou uma marcha pela ponte. Estima-se que 40.000 pessoas compareceram para comemorar a marcha de 1965 e para refletir e falar sobre seu impacto na história e esforços contínuos para abordar e melhorar os direitos civis dos EUA.
Após a morte do líder dos direitos civis e congressista dos EUA John Lewis em julho de 2020, surgiram apelos para renomear a ponte em sua homenagem, embora Lewis — em um editorial com a representante Terri Sewell — já tivesse expressado oposição à renomeação da ponte, afirmando: "Manter o nome da ponte não é um apoio ao homem que leva seu nome, mas sim um reconhecimento de que o nome da ponte hoje é sinônimo do Movimento pelos Direitos ao Voto que mudou a face desta nação e do mundo." Parte do cortejo fúnebre de Lewis incluiu o transporte de seu caixão pela ponte em um armão a caminho de Montgomery, onde ele foi velado no Capitólio Estadual do Alabama.

## Na cultura popular
- Em Eyes on the Prize, o premiado documentário sobre o movimento pelos direitos civis, os eventos de 1965 na ponte são o foco do Episódio 6, "Bridge to Freedom".
- O livro de Marilyn Miller de 1989, The Bridge at Selma (Turning Points in American History), descreve as repercussões dos eventos de 7 de março de 1965, na Ponte Edmund Pettus.[25]
- Na trilogia March (2013–2016), a autobiografia em história em quadrinhos de John Lewis, a apreensão de Lewis e Martin Luther King ao cruzar a ponte e o confronto subsequente com policiais estaduais encerram a história como uma sequência de enquadramento vista no início do Livro Um e perto do final do Livro Três.
- "Dear Hate", uma colaboração dos cantores country Maren Morris e Vince Gill, traz a letra: "Querido Hate, você estava sorrindo daquela ponte de Selma".
- O livro de Andrea Davis Pinkney de 2022, Because of You, John Lewis: The True Story of a Remarkable Friendship,[26] descreve a história da amizade entre o congressista John Lewis e o ativista de dez anos Tybre Faw quando ele fica sabendo da marcha de Lewis pela ponte.
- O filme Selma, de 2014, é centrado nos eventos que antecederam a marcha e na marcha em si.